# Селимов, Мустафа Веисович
Мустафа́ Веи́сович Сели́мов (крымскотат. Mustafa Veis oğlu Selimov, Мустафа Веис огълу Селимов; 21 марта 1910, Коккозы, Таврическая губерния — 14 октября 1985, Москва) — советский, узбекский партийный и хозяйственный деятель крымскотатарского происхождения, партизан, комиссар Южного соединения партизан Крыма. В 1944 году депортирован как крымский татарин. Работал на руководящих должностях в Узбекистане, заместитель Президента Академии сельскохозяйственных наук Узбекской ССР. Один из организаторов Национального движения крымских татар.

## Биография
Родился в 1910 году в селе Коккоз Таврической губернии. По национальности крымский татарин.
В 1928 году он окончил семилетку в Коккозе (ныне Соколиное) и до 1931 года занимался в десятилетней школе в Бахчисарае, одновременно возглавлял районную библиотеку. После выпуска из школы и до сентября 1931 года стал секретарём Коккозского сельсовета и зам. председателя колхоза «Социализм».

### Партийная карьера
Вступил в ВКП(б), в 1931—1935 годах работал управделами Бахчисарайского райкома партии, а в 1935—1936 годах учился в Симферополе на партийных курсах. В 1936—1937 годах — инструктор Бахчисарайского райкома ВКП(б), с 1937 по май 1939 — секретарь Бахчисарайского райкома РКСМ, с мая по сентябрь 1939 года — заведующий Бахчисарайским райземотделом. По сведениям из автобиографии М. В. Селимова, в сентябре-ноябре 1939 года он призывался в состав армии политруком (вероятно, на сборы перед Советско-финляндской войной). Вернувшись в Крым, работал по февраль 1940 года заведующим отдела кадров Бахчисарайского райкома партии. С февраля 1940 по июнь 1943 М. В. Селимов — 1-й секретарь Ялтинского райкома ВКП(б), с ноября 1941 по июнь 1943 в резерве Крымского обкома ВКП(б).

### Великая Отечественная война, партизанское движение Крыма
С началом войны М. В. Селимов вызывался добровольцев на фронт, но был оставлен в резерве Крымского обкома ВКП(б) и назначен комиссаром 4-го партизанского района. Многочисленные издания, опираясь на текст распоряжения обкома называют его в этой должности. Однако к сроку в лес уйти не успел и по указанию 1-го секретаря Крымского ОК ВКП(б) В. С. Булатова вместе с большой группой партработников Алуштинского района отступал на Севастополь и позднее был эвакуирован на Кавказ. Работал в политотделе Закавказской железной дороги.
В январе 1942 брал участие в Керченско-Феодосийской десантной операции и освобождении Керчи. С мая 1942 находился в Краснодаре, с отступлением советских войск в Сочи. В июне 1943 года по воздуху был заброшен в тыл противника, в Крымский лес. С Большой земли на Баксанский аэродром прибыло 50 человек кадрового усиления, собранного обкомом ВКП(б).
М. Селимов стал (с июня по 7 ноября 1943) комиссаром 1-го партизанского отряда (командир М. А. Македонский). В первые месяцы М. Селимов устанавливал связь с сочувствующими, противодействовал немецкой пропаганде в среде крымских татар, организовывал подпольные ячейки в населенных пунктах Крыма. В заметках комиссара среди фамилий, отличившихся партизан, отмечены Мемет Аппазов, Асан Мамутов, Ваап Джемилев, Сеитамет Ислямов. 7 ноября 1943 Селимов назначается комиссаром 4-й партизанской бригады, в составе четырёх, а с 9 ноября 1943 шести отрядов. К середине января 1944 состав бригады включал 1944 партизана, в том числе 501 крымский татарин. Среди бойцов бригады был и старший брат Сеит-Бекира Османова (1911—1985), известный учёный-ихтиолог Сейтумер Османович Османов (1907—2008). В Коккозе действовала подпольная организация из местных патриотов и советских военнопленных-азербайджанцев. Руководил её Мамед Алиев. Членом организации была сестра Мустафы Селимова — Фатиме Селимова. Оказавшись на грани провала, члены коккозского подполья 10 октября 1943 года ушли к партизанам.
29 января 1944 года приказом Крымского штаба партизанского движения было сформировано Южное соединение партизан Крыма, командир — М. А. Македонский, комиссар — М. В. Селимов, начальник штаба — А. А. Аристов. Это было наиболее многочисленное из трёх соединений (2200 человек), которое базировалось и воевало в горно-лесной части Крыма юго-западнее массива Чатыр-даг, в районах компактного проживания крымских татар.
14 апреля 1944 года 6-я бригада Южного соединения с боями вошла в город и заняла железнодорожную станцию Бахчисарай. Другие её отряды блокировали станцию Альма и выдвигались к Симферополю с юга и юго-востока. Отряды 7-й бригады очистили от отступающего противника Бельбекскую долину от Коккоза до Сюйреня, приняли участие в освобождении Ялты. В архивах имеется оригинал доклада М. Селимова от 15.04.1944, в котором сведены цифры и факты участия крымских татар в партизанском движении Крыма.

### Депортация и хозяйственная работа в Узбекистане
18 мая 1944 года, несмотря высокий пост и фронтовые заслуги, Мустафа Селимов был депортирован из Крыма со своим народом. До апреля 1945 года был заместителем председателя Бекабадского райисполкома, до августа 1948 — директор Среднеазиатского филиала Всесоюзного НИИ Виноделия и Виноградарства «Магарач». Потом работал во Всесоюзном Институте Растениеводства. В 1955—1959 годах — заместитель директора Союзного научно-исследовательского хлопководческого института. В 1959—1961 годах Селимов работал заместителем Президента Академии сельскохозяйственных наук Узбекской ССР. В 1961—1963 — заместителем начальника Главного Управления науки и пропаганды Министерства Сельского хозяйства УзССР. В 1963—1966 годах Селимов был начальником отдела Госкомитета по хлопководству Средней Азии. С 1966 года работал заместителем директора Узгипроводхоза. С 1975 года вышел на пенсию в статусе пенсионера республиканского значения.
М. Селимов многие годы писал для газеты «Ленин байрагъы», консультировал рубрику «Джесарет» (мужество), посвящённую участию в Великой Отечественной войне крымских татар.

### Участие в Национальном движении крымских татар
М. В. Селимов стоял у истоков Национального движения крымских татар. Погибший активист Юрий Бекирович Османов (1941—1993) написал в 1992:
«Инициаторами Движения были исключительно мужественные, прошедшие машину сталинских репрессий и провокаций и глубоко осмыслившие опыт предшествовавшей истории народа люди с широким кругозором и мощной теоретической базой. Перед ними стояла задача не только развенчать преступления и преступника, но необходимость того, чтобы этим пониманием вооружить народ»
В марте 1957 вместе с ветеранами войны, такими как Герой Советского Союза Амет-хан Султан, Р. Мустафаев, Б. Османов, И. Хайруллаев, С. Халилов и многими другими, М. В. Селимов подписал обращение к Первому секретарю ЦК КПСС Н. С. Хрущёву. Позже подобных обращений, дававших анализ осуществлённого против татарского народа государственного произвола, были сделаны десятки. 2 августа 1957 года М. Селимов и Д. Акимов организуют поездку в Москву группы для решения крымскотатарского вопроса. С ними прибыли Б. Османов, В. Муртазаев, И. Мустафаев, С. Эмин, С. Асанов, З. Ниязиева и другие.
По воспоминаниям Р. Эминова: «авторитет Мустафы Селимова среди всех крымских татар был наивысочайший».
М. В. Селимов не дождался возвращения своего народа в Крым. Он скончался в 1985 году на 75 году жизни.

## Награды и память

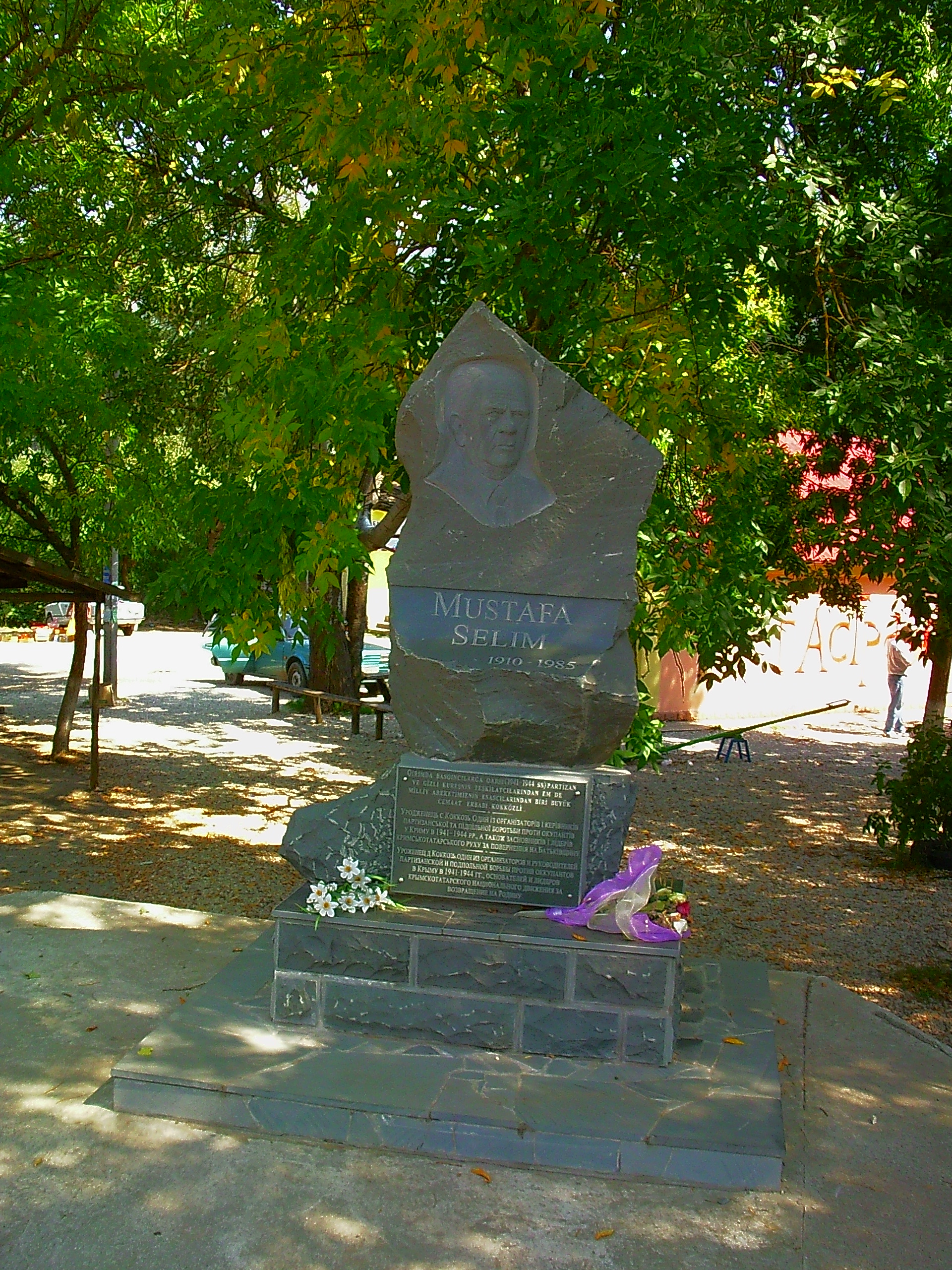
Памятник в Соколином, 2012 год

Награждён орденами и медалями за участие в Великой Отечественной войне. Был награждён медалью «За трудовую доблесть».
В 2010 году на его родине в Коккозе (Соколиное) установлен и в торжественной обстановке открыт памятник комиссару Южного соединения партизан Крыма М. В. Селимову.